# Magyar Kancadíj
A Magyar Kancadíj a galoppversenyek legrégebben alapított díja. Az első években a neve Húsz hazafiak díja volt és összdíjazása 100 arany. A verseny távja hagyományosan 2400 méter, melyen hároméves kancák versenyezhetnek. A versenyt 2011-től, augusztus első versenynapján rendezik.

## A díj története
A versenyt angol mintára, Gróf Széchenyi István kezdeményezésére írták ki, ahol is csak hároméves, derby évjáratú kancák indulhatnak. A futam érdekessége, hogy a kancákat azonos súllyal terhelik, így csak a lovak képessége valamint a lovas ügyessége határozza meg az eredményt. 2011-ig a derby előtt néhány héttel rendezték meg a futamot. 2011-től a klasszikus derby után egy hónappal rendezik a futamot, remélve a tulajdonosok bátrabb nevezéseit.

## Érdekességek
- A győztes 1837-ben valamint 1839 és 1841 között Furiosissima; 1852 és 1854 között pedig Onyx volt. Feltételezhető, hogy a kezdeti években eltekintettek a szigorú korosztályos megkötéstől.
- 2006 és 2009 között a verseny távja 2000 méter volt.
- Cambuscan ivadékai (Kincsem, Altona, Illona, Merény, Gyöngyvirág, Cambrian) hat; Pázmán utódok (Parola, Tiszavirág, Claire, Canada) négy alkalommal győztek. Bona Vista (Lelkem, Patience, Sediranda); Prdon (Pianola, Lapalle, Rossz pénz); Wool (Tovább, Mea, Little woman); Mannamead (Marcel, Róna, Minci) valamint Imperiál (Mikrofilm, Tiba, Mákvirág) leszármazottjai három alkalommal nyerték a kancák derbyjét.

## A győztesek

### 1829 - 1943
- 1/1829: Manfred-Douglas[3]
- 2/1830: Anne-Buleyn
- 3/1831: Fortuna-Douglas
- 4/1832: Marianne-Bullby
- 5/1833: Rosaline-Jackson
- 6/1834: Gikdroy-Jackson
- 7/1835: Childe Harold-Stone
- 8/1836: Quenn-Perry
- 9/1837: Furiosissima-Perry
- 10/1838: Miss Craigle-Stone
- 11/1839: Furiosissima-Low
- 12/1840: Furiosissima-Jackson
- 13/1841: Furiosissima-Low
- 14/1842: Victoria-Low
- 15/1843: Agaté/Jackson
- 16/1844: nincs adat[4]
- 17/1845: Névtelen-?
- 18/1846: Confederate-Blackburn
- 19/18:47 Confederate-Blackburn
- 20/1848: Silhouette-Lad
- 1849 és 1851 között nem volt verseny
- 21/1852: Onyx-?
- 22/18:53 Onyx-?
- 23/18:54 Onyx-Sharp
- 24/1855: Margarite-Joy
- 25/1856: Parva *[5]
- 26/1857: Barbarina *-Benson
- 27/1858: Cigarette-Bearpark
- 28/1859: Cornflower-O'Connor
- 29/1860: Alix-Parkins
- 30/1861: Alix-Parkins
- 31/1862: Remény *-Joy
- 32/1863: Ida Marie *-Metcalf
- 33/1864: Esther *-Robinson
- 34/1865: Waternymp-Harrison
- 35/1866: Lucrezia-Powlett
- 36/1867: La Zingara-Bayles
- 37/1868: Negresse-Robinson
- 38/1869: Georgine *-Robinson
- 39/1870: All-my-eye-Wilson
- 40/1871: Amelse-Chapman
- 41/1872: Mile Giraud-Long W.
- 42/1873: Babér-Webber
- 43/1874: Whim-Chapman
- 44/1875: Harmat *-Long W.
- 45/1876: Lionne-Herold
- 46/1877: Kincsem *-Madden
- 47/1878: Altona *-Madden
- 48/1879: Illona *-Entwistle
- 49/1880: Merény *-Smart
- 50/1881: Dombrowa *-Busby
- 51/1882: Gyöngyvirág *-Smart
- 52/1883: Cabrian *-Giliam
- 53/1984: Dart *-Butters
- 54/1885: Italy *-Bell
- 55/1886: Hilda *-Busby
- 56/1887!: Sollyc *-Wyatt
- 57/1887!: Fidelity *-Bell
- 58/1888: Hungaria *-Rossiter
- 59/1889: Duchess *-Busby
- 60/1890: Csalfa *-Busby
- 61/1891: Hősnő *_Smart
- 62/1892: Híres *-Buford S.
- 64/1894: Perle d'Or *-Smith W.
- 65/1895: Kritik *-Smith W
- 66/1896: Gyöngyös *-Winkfield
- 67/1897: Per Pedes *-Hyams
- 68/1898: Wilful: *-Poole
- 69/1899: Napfény: *-Rumbold
- 70/1900: Sellő *-Wilton

### 1947-

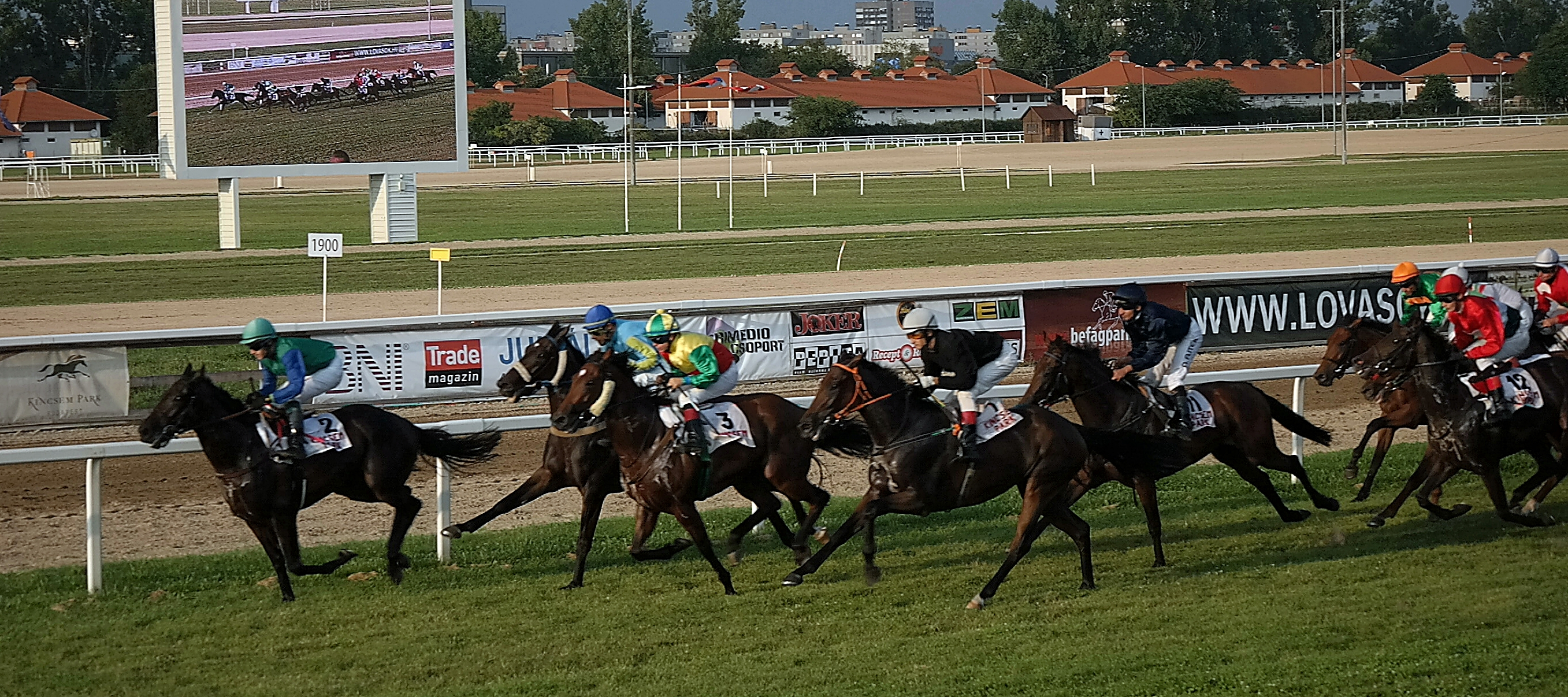
A 2014 évi győztes -Claudio Octavia- a rajt után
azonnal az élre állt. Lovasa: Goran Mesetovic

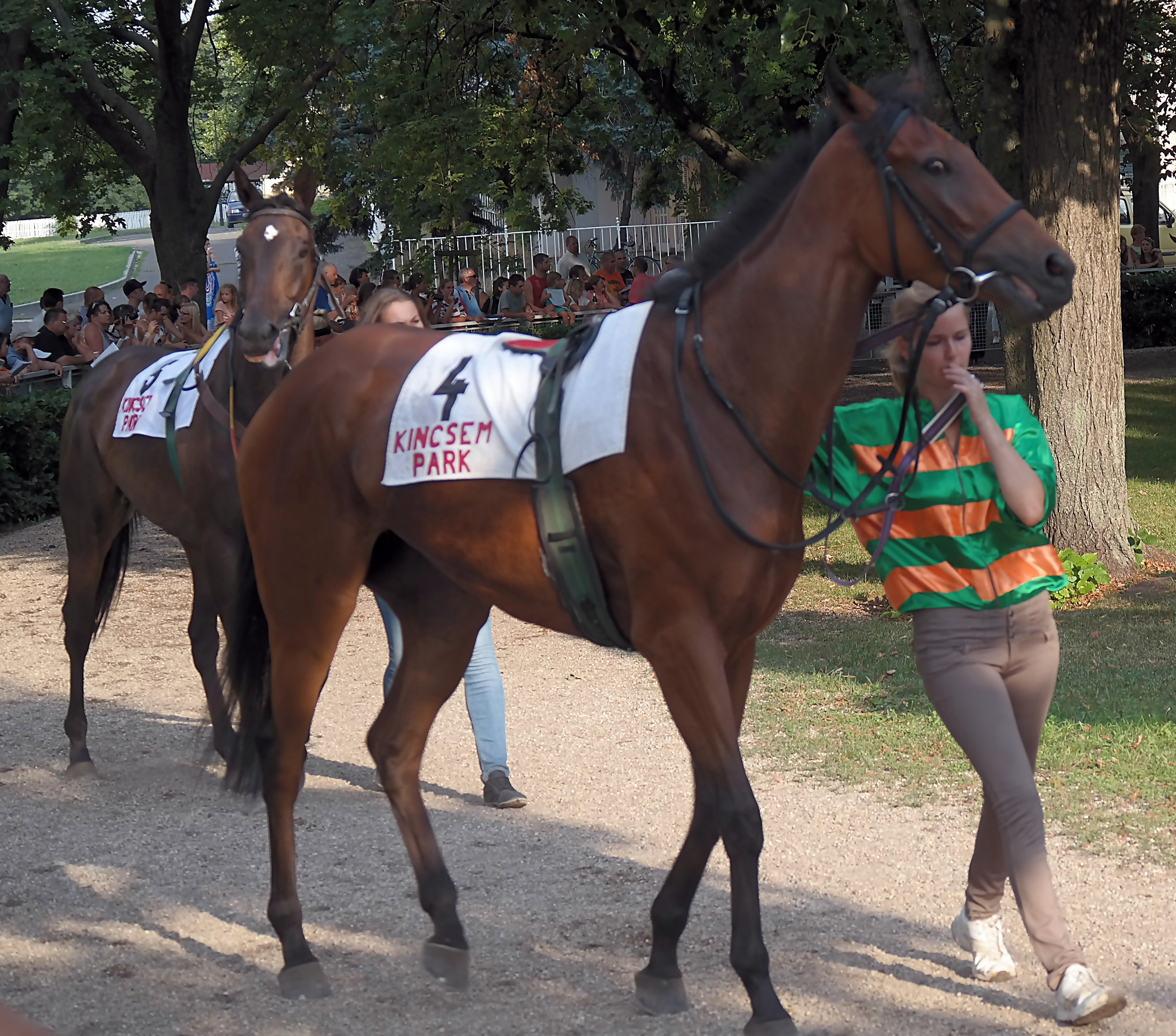
A második helyezett: Florhead

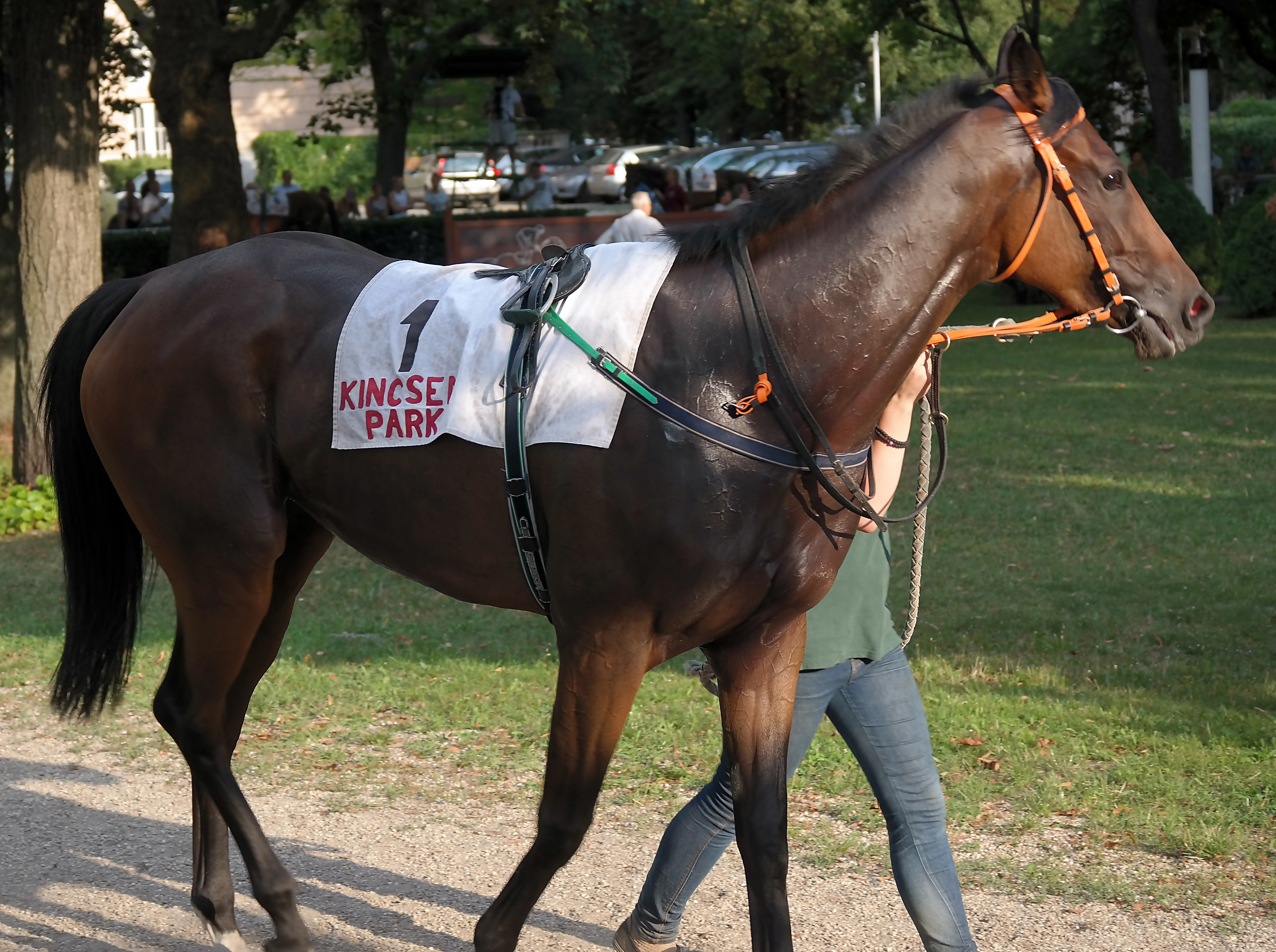
A harmadik helyezett: Álomtenger

| Szám | Év   | Győztes ló        | Lovas           | Idomár           | Tulajdonos                   | Idő       |
| ---- | ---- | ----------------- | --------------- | ---------------- | ---------------------------- | --------- |
| 115  | 1947 | Minci             | Schejbalj J.    |                  |                              | 2.35.4    |
|      |      |                   |                 |                  |                              |           |
| 170  | 2000 | Barbarella *      | Kovács Sándor   |                  |                              | 2:35.4    |
| 171  | 2001 | Leylandi Ciprus * | Kovács Sándor   |                  |                              | 2:34.3    |
| 172  | 2002 | Lady Sophie *     | Kígyós János    |                  |                              | 2:34.8    |
| 173  | 2003 | Megmondtam *      | Kállai Pál      |                  |                              | 2:31.0    |
| 174  | 2004 | Couplet *         | Varga Zoltán    |                  |                              | 2:35.4    |
| 175  | 2005 | Estemona *        | Gömöri Sándor   |                  |                              | 2:35.9    |
| 174  | 2006 | Queen's Night *   | Simon Ferenc    |                  |                              | 2:03.6    |
| 175  | 2007 | Rubina            | Zdenko Smida    |                  |                              | 2:02.8 ** |
| 176  | 2008 | Possibellino *    | Bakos Gábor     |                  |                              | 2:10.3 ** |
| 177  | 2009 | Classic Spirit *  | Jaroslav Linek  |                  |                              | 2:08.1 ** |
| 178  | 2010 | Letty *           | Potyók László   | Friebert Attila  | Olsson Eva                   | 2:31.6    |
| 179  | 2011 | Exlibris *        | V. Janácek      | Jozef Roszivak   | MIKO Racing and Trading Kft. | 2:30.2    |
| 180  | 2012 | Completta *       | Kerekes Károly  | Kovács Sándor    | Kerekes Gábor                | 2:32.1    |
| 181  | 2013 | Alcobaca *        | Jaroslav Linek  | Ribárszki Sándor | Takács Bence László          | 2:29.7    |
| 182  | 2014 | Claudia Octavia * | Goran Mesetivic | Jozef Roszival   | Álmodó istálló               | 2:29.7    |
| 183  | 2015 | Megkapó *         | Srnec           | J.Hanácek        | Bábolna-SK                   | 2:32.4    |
| 184  | 2016 | Matidia *         | Sanna           | Z. Prunk         | Stall Star Kingdom Racin     | 2:36.5    |

## Versenyekről röviden

### 2014
A 3,7 millió összdíjazású versenyre 12 lovat neveztek. A Magyar Turf esélylatolgatása a következő volt: Panda, Mini Wells, Claudia Octavia, Florhed.